# Bodil Bech
Bodil Adele Vilhelmine Bech (13. marts 1889 i Nørre Broby – 3. september 1942 i Gudhjem) var en dansk forfatter og oversætter.
Bodil Bech blev oprindeligt uddannet som koncertpianist på et konservatorium i New York under et femårigt ophold i USA sammen med sin første mand, civilingeniør Holger Lauritz Petersen Varder (ægteskab indgået i 1910, senere opløst).
I 1917 giftede hun sig med jurist og kunstskribent Poul Uttenreitter, som bl.a. var medskaber af kulturtidsskriftet Klingen og som var politifuldmægtig i Kerteminde.
Igennem dette ægteskab kom hun i kontakt med kunstnere, digtere mv. Ægteskabet holdt til 1921, hvor de blev skilt og flyttede fra Kerteminde.
Bodil Bech havde senere et længere samliv med digteren Jens August Schade, hvilket påvirkede begge forfatterskaber.
Bodil Bech fik sin debut i 1926 i tidsskriftet Tidens Kvinder og bidrog senere til flere tidsskrifter bl.a. Vild Hvede.
Først i 1934 fik hun udgivet sin første selvstændige bog, digtsamlingen, Vi der ejer Natten. Senere fulgte yderligere fire digtsamlinger: Ildtunger danser (1935), Granit og Dugg (1938), Flyvende Hestemanker (1940) og Ud af Himmelporte (1941). Derudover har hun under pseudonymet Anna Fole fået udgivet ungdomsromanen Lones Balkanfærd (1942).
Flere af hendes værker findes frit tilgængelige i digitaliserede udgaver via Det Kgl. Bibliotek. 

## Bøger om Bodil Bech
- Busk-Jensen, Lise (red.): Nordiske forfatterinder, 1990.
- Dalager, Stig: Danske kvindelige forfattere, 1982.
- Traustedt, T.P.H. (red): Dansk litteraturhistorie, 1964-66.
- Brostrøm, Torben: Poetisk kermesse, 1962.
- Fonnesbech-Sandberg, Elna: Dem jeg mødte, 1944.